# Samatrae
Samatrae ist ein osttimoresischer Suco im Verwaltungsamt Ermera (Gemeinde Ermera).

## Geographie
Samatrae bildete bis zum 1. Oktober 2023 den Südwesten des bisherigen Sucos Poetete. Zentrum und Nordwesten wurden zu Poetete Vila, die zwei Exklaven im Osten zu Poetete Loduduque.
Samatrae befindet sich im Westen des Verwaltungsamts Ermera. Nordwestlich liegt der Suco Ponilala, nordöstlich die Sucos Poetete Vila und Leguimea, östlich die Sucos Humboe und Mertuto und südlich wieder der Suco Leguimea. Im Westen grenzt Samatrae an das Verwaltungsamt Hatulia. Samatrae teilt sich auf in die fünf Aldeias Loblala, Poepun (Poepung), Samatrae (Samatrai), Taclela (Taklela) und Tidibessi (Tidibesse).

## Einwohner
2015 lebten 1.641 Menschen in den Aldeias, die nun zum Suco Samatrae gehören.

## Geschichte
Der FALINTIL-Oberbefehlshaber Nino Konis Santana hatte zwischen 1993 und 1998 ein Versteck unter einem Wohnhaus in Loblala.